# Moshé Feldenkrais
Moshe Pinhas Feldenkrais (ur. 6 maja 1904 w Sławucie, zm. 1 lipca 1984 w Tel Awiwie) – fizyk, inżynier, naukowiec i sportowiec. Twórca metody pracy z ciałem, metody Feldenkraisa.

## Życiorys

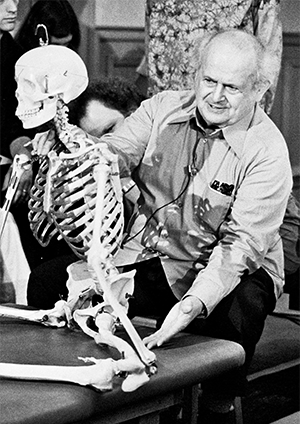
Moshe Feldenkrais demonstruje funkcjonowanie ludzkiego szkieletu w pozycji siedzącej.

Moshe Feldenkrais urodził się 6.05.1904, w Rosji, w miejscowości Sławuta (obecnie tereny Ukrainy). W 1912 roku wraz z rodziną przenieśli się do Baranovich na terenie dzisiejszej Białorusi, a kiedy miał czternaście lat wyruszył w samotną podróż do Palestyny. Ukończył l’Ecole des Travaux Publiques de Paris – uzyskując tytuł inżyniera budowy maszyn (1933). Następnie w latach 30. – stopień dr hab. z fizyki na Sorbonie w Paryżu. Tam uczyła go m.in. Maria Curie-Skłodowskia. Później pracował w laboratorium jej córki Irène Joliot-Curie.
Znał osobiście Jigaro Kano (twórcę nowoczesnego judo) i stał się jednym z pierwszych Europejczyków posiadających czarny pas w judo (1936). Zaczął propagować judo na zachodzie Europy poprzez uczenie tej dyscypliny sportu i wydanie książek o tej tematyce. Na początku lat 40, podczas pracy dla brytyjskiej Admiralicji, opatentował kilka urządzeń sonarowych.
W czasie II wojny światowej, w wyniku działań wojennych (służył w Royal Navy) uległ wypadkowi, raniąc się poważnie w kolano. Ból całkowicie zmienił i ograniczył jego sposób poruszania się oraz miał bezpośredni wpływ na zainteresowanie dra Feldenkraisa medycyną i funkcjonowaniem systemu nerwowego. Zainteresował się istotą ruchu i tym co powoduje, że poruszamy się właśnie tak, a nie inaczej, i co można zrobić, aby ten ruch poprawić i polepszyć.
Obserwował siebie, wykorzystał posiadaną wiedzę i stworzył innowacyjną metodą somatycznego kształcenia. Metodę pracy z ciałem, znaną dzisiaj jako Metodę Feldenkraisa. Poważna kontuzja kolana, której doznał, spowodowała, że użył swojego ciała niczym laboratorium do eksperymentowania ze zdobytą wiedzą, zaczerpniętą z głębokiego zaciekawienia biologią, psychologią, medycyną, rozwojem prenatalnym, cybernetyką, językoznawstwem i teorią systemów. Uczył się ponownie chodzić, wykorzystując do tego innowacyjny proces uzyskiwania dostępu do sił centralnego systemu nerwowego.
W 1949 r. napisał swoją pierwszą książkę dotyczącą metody: „Body and Mature Bahaviour”. Od 1954 r. zamieszkał na stałe w Tel Awiwie i rozpoczął nauczanie swojej metody. Pod koniec lat 50. M. Feldenkrais zaprezentował po raz pierwszy swoje osiągnięcia w Europie i Stanach Zjednoczonych. Pierwsze wykłady prowadził w swoim prywatnym domu. W latach 1969–1971 odbył się pierwszy zorganizowany kurs dla nauczycieli metody Feldenkraisa.
Zmarł 1.07.1984 w Tel Awiwie (Izrael).

## Metoda pracy
Metoda pracy Feldenkraisa jest obecnie bardzo popularna w wielu krajach Europy Zachodniej, USA, a także z powodzeniem zaczęła rozwijać się w Polsce.
Jest to jedna z terapeutycznych metod, łączącą elementy pracy z ciałem i autohipnozy. Założenia Metody Feldenkraisa są zbliżone do zasad, które głosił Milton H. Erickson. Obaj koncentrowali się na zmianie, która może nastąpić w oparciu o osobiste doświadczenia i zasoby pacjenta. Feldenkrais podkreślał, że jego metoda pożytkuje ruch i kierowaną uwagę do wzmacniania naturalnych zdolności do uczenia się, zmieniania i wzrastania przez całe życie. Ból, stres, choroby i urazy, które dotykają człowieka, wbudowują się w podświadomość i rzutują na to jak się rusza, na ile jest wydolny, czy szybko się męczy, w którym miejscu ciała odczuwa ból lub blokadę. Człowiek, aby się poruszać wykorzystuje wciąż te same, rutynowe, automatyczne czynności – wie dokąd idzie, co robi, ale przestaje wiedzieć jak. Przyzwyczajenia stają się tak silne, że często nie widać innych możliwości. Metoda Feldenkraisa może być pomocna w ich znalezieniu. Jest sposobem nauki na zorganizowanie siebie w bardziej efektywny sposób, który dostarczy więcej radości i swobody w poruszaniu się.
Istnieją dwa sposoby uczenia się Metodą Feldenkraisa: Świadomość poprzez Ruch i Funkcjonalna Integracja. Charakterystyczne jest dla obu technik, że nauka przechodzi od najprostszych ruchów, do coraz bardziej skomplikowanych, od wybiórczych do komplementarnych.

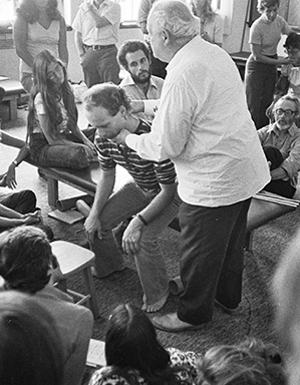
Moshe Feldenkrais w trakcie pracy obrazującej Funkcjonalną Integrację (Functional Integration).

### Świadomość poprzez Ruch. (Awareness through Movement®)
Są to zajęcia grupowe, składające się z serii strukturalnych, sekwencyjnych ruchów wykonywanych w odpowiedniej kolejności za instrukcją terapeuty/nauczyciela wykorzystujących uwagę, percepcję i wyobraźnię. Począwszy od czysto rozwojowych wzorców, dających więcej oparcia osobom wykonującym je, aż do wyjątkowo innowacyjnych konfiguracji.

### Funkcjonalna Integracja. (Functional Integration®)
Jest indywidualną sesją z terapeutą, który w procesie uczenia komunikuje się z pacjentem poprzez wolny, delikatny dotyk. Klient wygodnie i kompletnie ubrany może leżeć lub siedzieć, stać, chodzić lub znajdować się w dowolnie innej pozycji. Terapeuta prowadzi pacjenta poprzez serię precyzyjnych ruchów. Zmienia charakterystyczny dla niego, notoryczny wzorzec postawy ciała i dostarcza nowej drogi uczenia, bezpośrednio do systemu nerwowo-mięśniowego.

### Zakres stosowania
Metoda Feldenkraisa może wspierać psychoterapię. Korzyści z niej może czerpać praktycznie każdy. Dzieci, dorośli i osoby w podeszłym wieku; osoby z fizycznymi upośledzeniami (schodzenia bólowe, urazy kręgosłupa, choroby cun) oraz całkowicie sprawni, którzy pragną powiększyć swoje zdolności i inwencję twórczą.

### Efektywność
W 2015 roku Australijskie Ministerstwo Zdrowia przedstawiło wyniki badania mającego na celu sprawdzenie skuteczności, opłacalności i bezpieczeństwa alternatywnych metod leczenia. Żadna z 17 badanych terapii, a więc i metoda Feldenkraisa, nie została pozytywnie rozpatrzona. Badanie stwierdza niewystarczającą ilość dowodów potwierdzających poprawę zdrowia po zastosowaniu metody Feldenkraisa dla jakiegokolwiek schorzenia.
David Gorski uważa metodę za graniczącą ze znachorstwem i porównuje ją do gloryfikowanej jogi.
Metaanaliza badań w 2022r przeprowadzona przez Berland R. i wspł. wykazała, że dowody wskazują, że FM ma efekty terapeutyczne porównywalne z innymi technikami fizjoterapeutycznymi u pacjentów z bólem kręgosłupa. Ponadto zaobserwowano poprawę mobilności i równowagi u osób starszych i osób z chorobami neurodegeneracyjnymi.

## Wybrana literatura

### w języku polskim
- Feldenkrais, M. (2011). Praktyczna walka wręcz, Brugg AG E. Ławreszuk.
- Feldenkrais, M. (2012). Świadomość poprzez ruch, Warszawa:Virgo.

### w języku angielskim
- Feldenkrais M.(1988). Body and Mature Behavior: A Study of Anxiety, Sex, Gravitation and Learning. Tel-Aviv: Alef Ltd.
- Feldenkrais M.(1990). Awareness Through Movement: Health Exercises for Personal Growth. San Francisco: Harper Collins.
- Feldenkrais M.(1977). The Case of Nora: Body Awareness as Healing Therapy. New York/London: Harper & Row.
- Feldenkrais M.(1981). The Elusive Obvious. Cupertino, California: Meta Publications.
- Feldenkrais M.(1984). The Master Moves. Cupertino, California: Meta Publications.
- Feldenkrais M.(1992). The Potent Self. New York: Harper Collins.
- Feldenkrais M.(2010). Embodied Wisdom: The Collected Papers of Moshé Feldenkrais. California: Somatic Resources and North Atlantic Books.